# 9562 Memling
9562 Memling (1987 RG) là một tiểu hành tinh vành đai chính được phát hiện ngày 1 tháng 9 năm 1987 bởi E. W. Elst ở Đài thiên văn Nam Âu.